# Дара (певица)
Вижте пояснителната страница за други личности с името Дара.
Дарина Николаева Йотова, по-известна като Дара (DARA) е българска певица. Добива популярност септември 2015 г. с участието си в телевизионното състезание „X Factor“.

## Биография
Родена е на 9 септември 1998 г. във Варна, Република България. Завършва Националното училище по изкуствата „Добри Христов“. Започва народно пеене още от малка с музикален педагог Павлинка Тодорова.
През 2015 година участва в музикалното шоу „X Factor“, където достига до финала и завършва на трето място, като неин ментор е Криско.
На 12 април 2017 г. участва в комедийния сериал „Ние, нашите и вашите“ по Нова телевизия, с Гери-Никол.
През февруари 2020 г. е участник в осми сезон на предаването „Като две капки вода“, завършвайки на трето място.
През 2021 г. тя става треньор в осмия сезон на музикалното риалити „Гласът на България“ по Би Ти Ви, което я прави най-младият треньор в историята на шоуто.
На 30 януари 2024 г. се включва в петия сезон на танцувалното шоу „Dancing Stars“, като завършва втора.

## Музикална кариера
5 месеца след края на шоуто на Годишните музикални награди на БГ Радио, Дара представя дебютната си песен „К'во не чу“, чийто видеоклип излиза на 15 юли 2016 година. Песента става хит за лятото. 3 месеца по-късно излиза и английската версия на песента – „Onto you“.
На 10 март 2017 година излиза песента ѝ „Родена такава“, а на 21 юли 2017 година заедно с Пламен и Иво, както и Павел и Венци Венц, пускат песента „Няма да си тръгнеш с друг“.
На 29 септември 2017 година излиза песента ѝ „Недей“.
На 19 април 2018 година излиза третата песен на Павел и Венци Венц за 2018 г. „Срещу мен“, в която Дара взима специално участие.
Печели и наградата за най-добра изпълнителка за 2018 година на Годишните музикални награди на БГ Радио, където представя „Все на мен“.
На 20 юни 2018 година излиза четвъртата ѝ песен „Все на мен“.
А на 29 август 2018 година излиза петата ѝ песен заедно с MONOIR – My Time.
На 22 февруари 2019 година излиза шестата ѝ песен с Livin R & Noisy - BTW (Bye, Bye).
На 9 април 2019 година излиза песента „Соса маже“, която е колаборация с V:rgo и става най-слушаната бг песен за 2019 по радио The Voice.
На Годишните музикални награди на БГ Радио 2019 година представя за пръв път Darbie. На 11 юли 2019 година излиза песента Darbie, заедно с MONOIR.
На 23 август 2019 година излиза песента „Хотел 5 звезди“, която си партнира с Павел и Венци Венц.
На 20 ноември 2019 година излиза песента Ella Ella.
На 3 юли 2020 година излиза песента „Ай-Ай“.
На 9 септември 2020 година излиза песента MAMACITA.

## Дискография
- „Родена такава“ (2022)[12]
- „ADHDARA“ (2025)

## Филмография
- „Ние, нашите и вашите“ (2017) – себе си[13]